# هیگاشی‌سونوگی، ناگاساکی
هیگاشی‌سونوگی، ناگاساکی (به لاتین: Higashisonogi, Nagasaki) یک منطقهٔ مسکونی در ژاپن است که در استان ناگاساکی واقع شده‌است. هیگاشی‌سونوگی  ۹٬۲۱۹ نفر جمعیت دارد.